# 1856
1856 (MDCCCLVI) je bilo prestopno leto, ki se je po gregorijanskem koledarju začelo na torek, po 12 dni počasnejšem julijanskem koledarju pa na nedeljo.

## Rojstva
- 9. januar - Anton Aškerc, slovenski pesnik, duhovnik († 1912)
- 10. marec - Ferdinand Seidl, slovenski naravoslovec, geolog († 1942)
- 6. maj - Sigmund Freud, avstrijski nevropsihiater, psihoanalitik († 1939)
- 6. maj - Robert Edwin Peary, ameriški polarni raziskovalec († 1920)
- 15. maj - Lyman Frank Baum, ameriški pisatelj († 1919)
- 21. junij - Janoš Flisar, madžarsko-slovenski] pisatelj, pesnik, prevajalec in učitelj († 1947)
- 10. julij - Nikola Tesla, srbsko-ameriški, izumitelj, fizik, elektroinženir, matematik († 1943)
- 24. julij - Charles Émile Picard, francoski matematik († 1941)
- 26. julij - George Bernard Shaw, irski dramatik, pisatelj, nobelovec 1925 († 1950)
- 18. avgust - Ahad Ha'am, s pravim imenom Asher Zvi Hirsch Ginsberg, judovski mislec in sionizem|sionist († 1927)
- 11. december - Georgij Valentinovič Plehanov, ruski filozof, marksist († 1918
- 18. december - sir Joseph John Thomson, angleški fizik škotskega rodu, nobelovec 1906 († 1940)
- 25. december - Inoue Tecudžiro, japonski konfucijanski filozof († 1944)

## Smrti
- 31. januar - Khedrup Gyatso, enajsti dalajlama (* 1838)
- 18. februar - baron Wilhelm von Biela, avstrijski častnik, ljubiteljski astronom (* 1782)
- 17. februar - Christian Johann Heinrich Heine, nemški pesnik (* 1797)
- 24. februar - Nikolaj Ivanovič Lobačevski, ruski matematik (* 1792)
- 6. maj - William Hamilton (filozof), škotski filozof (* 1788)
- 12. maj - Jacques Philippe Marie Binet, francoski matematik, astronom, fizik (* 1786)
- 26. junij - Max Stirner, nemški filozof (* 1806)
- 9. julij - Amadeo Avogadro, italijanski fizik (* 1776)
- 1. oktober - Christian Samuel Weiss, nemški mineralog in kristalograf (* 1780)
- 9. november - Étienne Cabet, francoski filozof in utopični socialist (* 1788)